# Parlogen i Nyhyttan

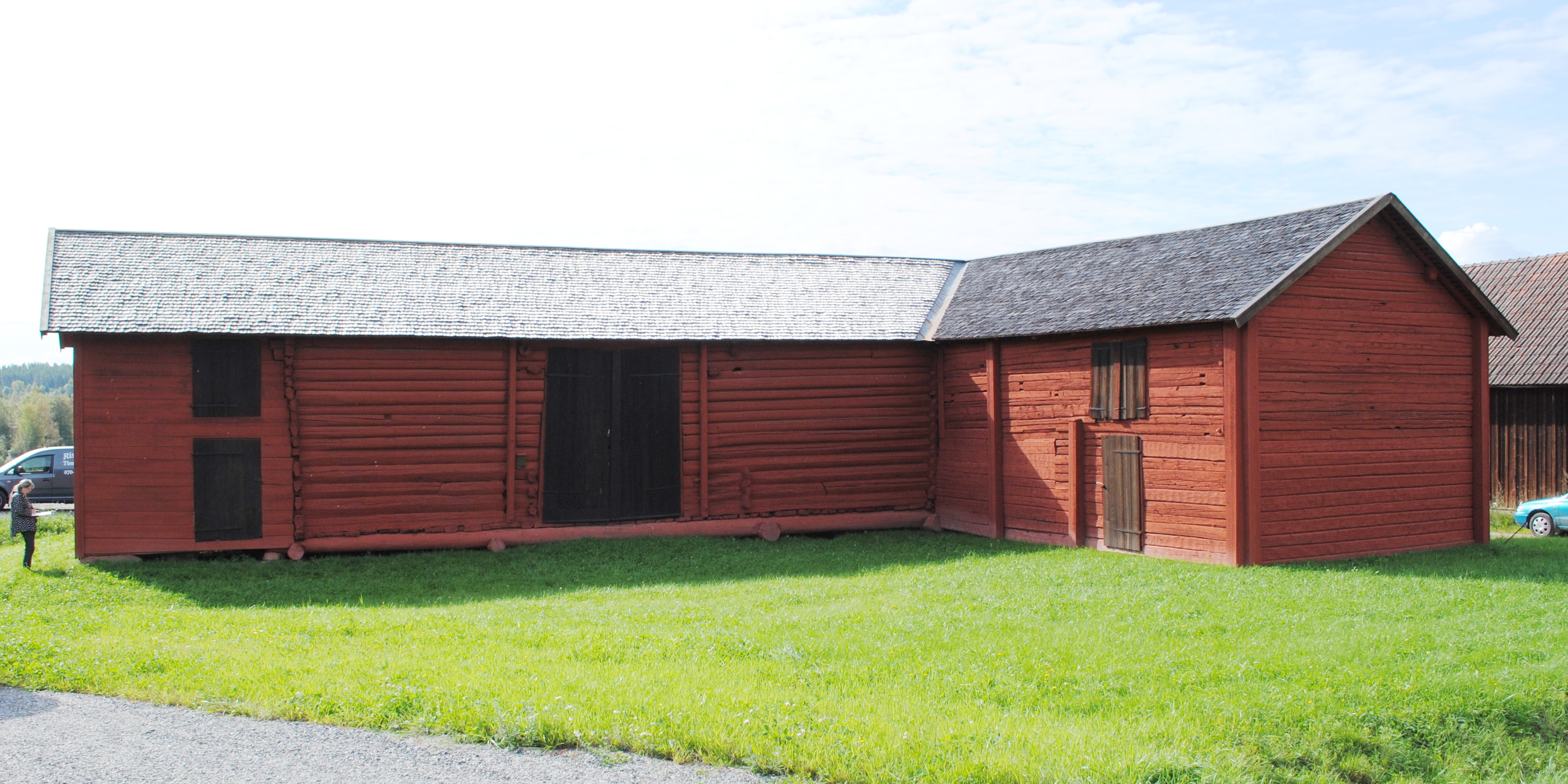
Parlogen sedd från norr.

Parlogen i Nyhyttan i Vika socken i Dalarna är dendrokronologiskt daterad till efter vintern 1472/73, och är därmed den äldsta parlogen i Dalarna. Med parloge avses en trösklada med en central gång, och avbalkade "rum" för säd i båda ändarna av byggnaden. Parlogen är dock ombyggd flera gånger, och dendrodateringen gäller de facetthuggna fem understa stockvarven, medan åldern på de följande rundtimmervarven ännu är okänd.
En vinkel i form av ett stall har byggts på i västra änden under 1700- eller 1800-talet och i den östra finns delar av en ladugård från början av 1900-talet. Timringen i den ursprungliga delen har stora likheter med den i den cirka 30 år yngre Ornässtugan. Logen var för sin tid ovanligt stor, och bör ha tillhört en bergsmansgård. Den står möjligen på ursprunglig plats. Den blev byggnadsminne 2008 och renoverades 2007–2008. En runristning finns på en stock i den östra avbalkningen.